# Le Faiseur de pluie
Ne doit pas être confondu avec Le Faiseur de pluie (roman).
Pour plus de détails, voir Fiche technique et Distribution.
Le Faiseur de pluie (The Rainmaker) est un film américain de Joseph Anthony, sorti en 1956. Le film est l'adaptation à l'écran d'une pièce à succès de N. Richard Nash, qui s'inspire de la vie de Charles Hatfield.

## Synopsis
À Three Point, bourgade rurale du sud des États-Unis au début du XXe siècle, la sécheresse menace gravement le ranch des Curry. Le chef de famille doit faire face à un autre souci : il s'inquiète de l'avenir de sa fille Lizzie, une femme charmante, mais d'âge mur et désespérément célibataire. Dans l'intention de la marier enfin, son vieux père (Cameron Prud'homme) et ses deux frères organisent un souper avec le seul homme libre du village, le shérif adjoint (Wendell Corey).
Découvrant le piège, celui-ci se décommande, laissant Lizzy en peine, persuadée qu'elle est d'une laideur repoussante. Le même soir, un charlatan ayant la police à ses trousses fait brutalement irruption chez les Curry. C'est Bill Starbuck (Burt Lancaster) qui prétend avoir le pouvoir de faire revenir la pluie sur les terres arides du ranch. Lizzy n'est pas dupe, mais succombe au charme indécent de Starbuck. Survient alors un conflit entre le frère ainé (Lloyd Bridges), qui veut protéger la vertu de sa sœur, et le père qui ne veut pas que sa fille soit privée de ce bonheur, fut-il passager. Le dénouement survient lorsque le shérif adjoint passe à la ferme pour mettre en garde la famille contre un charlatan qui sévit dans la région. Il y découvre Starbuck : les deux hommes se disputent alors le cœur de Lizzy qui doit choisir, elle dont jusque-là personne n'avait voulu.

## Fiche technique
- Titre : Le Faiseur de pluie
- Titre original : The Rainmaker
- Réalisation : Joseph Anthony
- Scénario : N. Richard Nash d'après sa propre pièce de théâtre créée le 28 octobre 1954 à New-York.
- Production  : Paul Nathan et Hal B. Wallis
- Société de production : Hal Wallis Productions et Paramount Pictures
- Musique : Alex North
- Photographie : Charles Lang
- Direction artistique : Hal Pereira et Walter H. Tyler
- Décorateur de plateau : Sam Comer et Arthur Krams
- Costumes : Edith Head
- Montage : Warren Low
- Pays de production : États-Unis
- Format : Couleur (Technicolor) - Son : Mono (Western Electric Recording)
- Genre : Romance et western
- Durée : 121 minutes
- Date de sortie : États-Unis : 13 décembre 1956
- Affiche : Boris Grinsson (France)

## Distribution
- Katharine Hepburn (VF : Paula Dehelly) : Lizzie Curry
- Burt Lancaster (VF : Jean Martinelli) : Bill Starbuck / Bill Smith / Bill Harle y / Tornado Johnson
- Wendell Corey (VF : Pierre Blanchar) : Shérif J.S. File
- Lloyd Bridges (VF : Raymond Loyer) : Noah Curry
- Earl Holliman (VF : Serge Lhorca) : Jim Curry
- Cameron Prud'Homme (VF : Richard Francœur) : H.C. Curry
- Wallace Ford (VF : Camille Guérini) : Shérif Howard Thomas
- Yvonne Lime : Snookie Maguire
- Kenneth Becker (VF : Jacques Thébault) : Phil Mackey

## Prix et nominations
Nominations
- Meilleure actrice : Katharine Hepburn
- Meilleure musique (Scoring of a Dramatic or Comedy Picture) : Alex North